# 大野原古墳群 (観音寺市)
大野原古墳群（おおのはらこふんぐん）は、香川県観音寺市大野原町大野原にある古墳群。4基が国の史跡に指定されている。

## 概要
香川県西部、柞田川が形成する扇状地のほぼ中央部において、瀬戸内海の燧灘を望む位置に営造された古墳群である。椀貸塚・平塚・角塚という大型巨石墳3基を主体として構成されるが、かつては170基にもおよぶ古墳が分布したという（現在はほとんどが消滅）。2006年度（平成18年度）以降に発掘調査が実施されている。
椀貸塚・平塚は大型円墳、角塚は大型方墳であり、平塚は円墳としては香川県内で最大規模、角塚は方墳としては香川県内で最大規模になる。いずれも埋葬施設を両袖式の横穴式石室とし、全長10メートルを測る大型石室である。特に椀貸塚の石室は、石室全長14.8メートル、玄室床面積24.6平方メートル、玄室空間容積72.7立方メートルを測り、四国地方では最大規模になるとして注目される。その他の古墳として、一帯には岩倉塚古墳・四角塚古墳・観音堂古墳が所在する。
築造時期は、古墳時代後期-終末期の6世紀後葉（椀貸塚）→7世紀初頭（平塚）→7世紀前葉（角塚）頃と推定される。四国地方では本古墳群に準じるクラスの古墳は単独で立地する例が多いのに対して、本古墳群では3世代の約50年間に渡って営造されており、いずれの石室も四国地方で最大級の規模であることから、当該時期の四国地方における卓越した存在として重要視される古墳群になる。
椀貸塚・平塚・角塚の3基の古墳域は2015年（平成27年）に国の史跡に指定され、岩倉塚の古墳域は2020年（令和2年）に追加指定されている。いずれの古墳も現在は石室内部への立ち入りは制限されているが、毎年秋の大野原古墳まつりの際に公開されている。

## 遺跡歴
- 1953年（昭和28年）9月15日、椀貸塚・平塚・角塚が「椀賃塚、角塚及び平塚」として香川県指定史跡に指定。
- 1993年度（平成5年度）、大野原中央公園造成に伴う角塚の試掘・墳丘測量調査（大野原町教育委員会、1995年に報告書刊行）。
- 2002年度（平成14年度）、『新修大野原町誌』編纂に伴う岩倉塚の確認調査（大野原町教育委員会）。
- 2006-2008年度（平成18-20年度）、椀貸塚・平塚・角塚の地形測量・石室実測等の基礎調査、岩倉塚の確認調査（観音寺市教育委員会、2014年に報告書刊行）[2]。
- 2009-2013年度（平成21-25年度）、椀貸塚・平塚・角塚の範囲確認調査（観音寺市教育委員会、2014年に報告書刊行）[2]。
- 2015年（平成27年）10月7日、椀貸塚・平塚・角塚が「大野原古墳群」として国の史跡に指定[1]。
- 岩倉塚の確認調査（観音寺市教育委員会、2019年に報告書刊行）。
- 2020年（令和2年）3月10日、岩倉塚が史跡「大野原古墳群」に追加指定[1]。

## 一覧
| 古墳名     | 形状 | 規模           | 埋葬施設         | 石室全長 | 玄室奥壁 | 築造時期  | 備考                       |
| ---------- | ---- | -------------- | ---------------- | -------- | -------- | --------- | -------------------------- |
| 椀貸塚古墳 | 円墳 | 直径37.2m      | 両袖式横穴式石室 | 14.8m    | 4段積み  | 6世紀後葉 | 石室は四国地方最大規模     |
| 平塚古墳   | 円墳 | 直径50.2m      | 両袖式横穴式石室 | 13.2m    | 3段積み  | 7世紀初頭 | 円墳としては香川県最大規模 |
| 角塚古墳   | 方墳 | 41.7m×37.8m    | 両袖式横穴式石室 | 12.5m    | 1段積み  | 7世紀前葉 | 方墳としては香川県最大規模 |
| 岩倉塚古墳 | 円墳 | 直径36.4-38.2m | 横穴式石室2基    |          |          | 6世紀後葉 |                            |

### 椀貸塚古墳
椀貸塚古墳（わんかしづかこふん）は、観音寺市大野原町大野原字椀貸塚にある古墳。形状は円墳。現在は大野原八幡神社の本殿裏に位置する。
墳形は円形で、直径37.2メートル・高さ9.5メートルを測る。墳丘周囲には周濠が2重に巡らされるほか、周濠間には若干の盛土による周堤が巡らされており、周濠を含めた古墳全体としては直径70メートルにおよぶ。
埋葬施設は両袖式の横穴式石室で、南西方向に開口する。玄室（後室）・前室・羨道からなる複室構造の石室である。石室の規模は次の通り。
- 石室全長：14.8メートル
- 玄室：長さ6.8メートル、最大幅3.6メートル、現在高さ3.9メートル

玄室の床面積は24.6平方メートル、空間容積は72.7立方メートルを測る。玄室の奥壁は4段積み、左右の側壁は概ね5段積みで持ち送ることで構築される。玄室の平面プランとしては緩やかな胴張構造を呈する。玄門部では、玄門立柱石が内側に突出しており、その上に楣石を架し、さらにその上に大型1枚石を天井石として斜め架けする。出土品としては、須恵器片（坏・高坏・提瓶・甕：TK43並行期）などがある。
築造時期は古墳時代後期の6世紀後半頃と推定される。

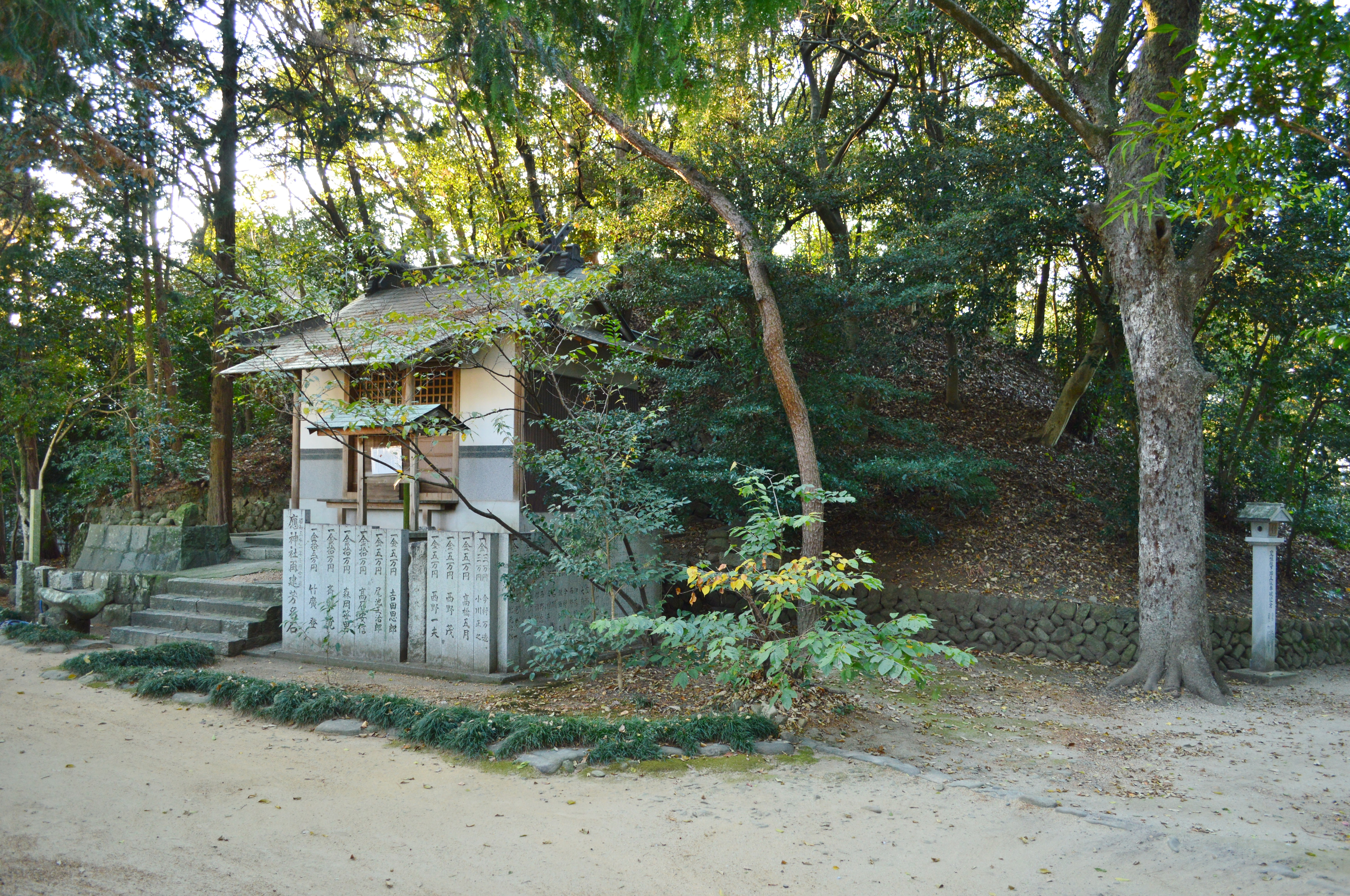
墳丘 手前に応神社（式内社論社）。
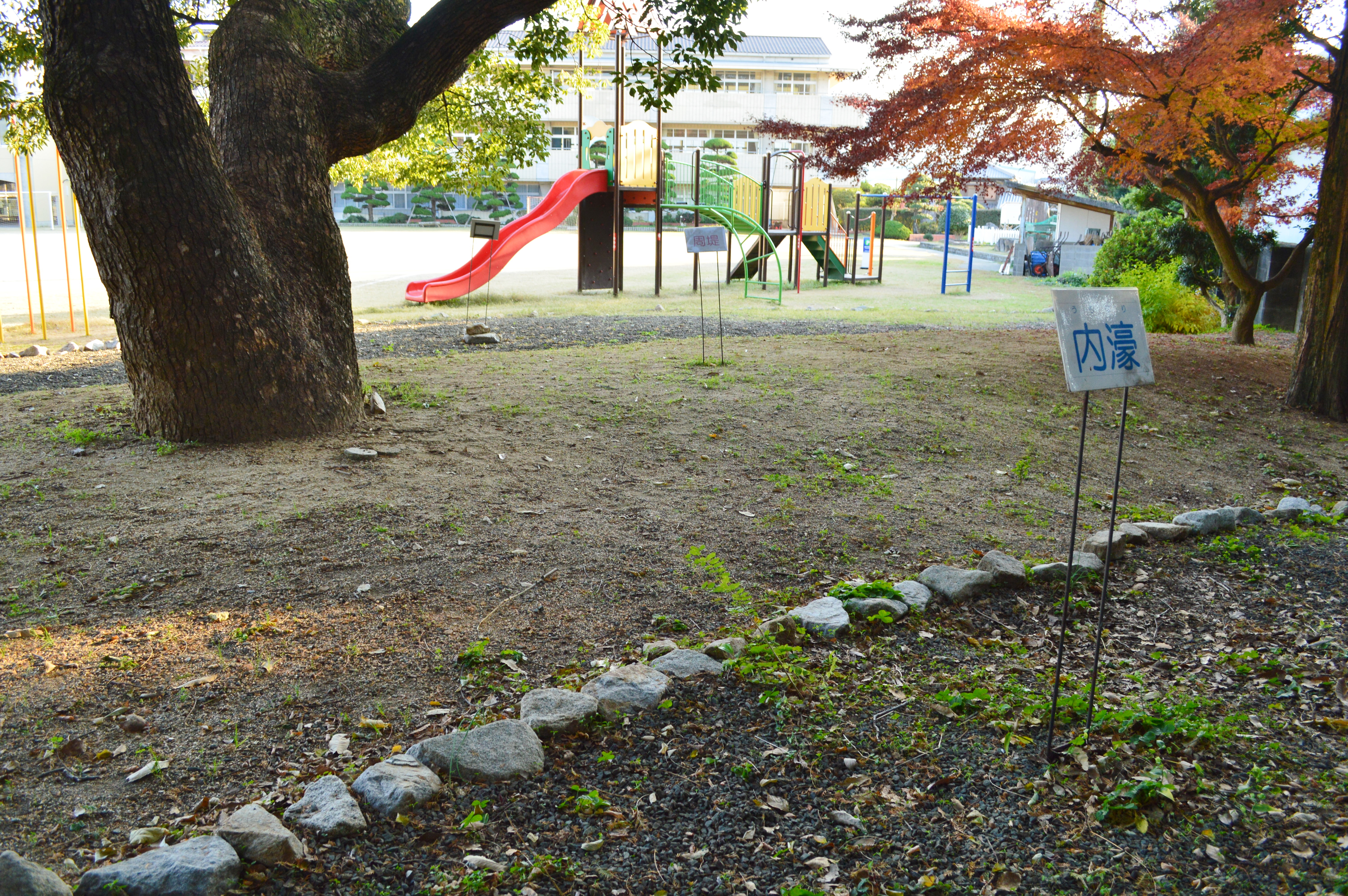
周濠の遺構標示（大野原小学校内）

### 平塚古墳
平塚古墳（ひらづかこふん）は、観音寺市大野原町大野原字平塚にある古墳。形状は円墳。現在は墳頂に大野原八幡神社御旅所が所在する。
墳形は円形で、直径50.2メートル・高さ約7メートルを測り、円墳としては香川県内で最大規模になる。墳丘周囲には幅8.4メートルの周溝が巡らされており、周溝を含めた古墳全体としては直径66.7メートルにおよぶ。埋葬施設は両袖式の横穴式石室で、南南西方向に開口する。石室の規模は次の通り。
- 石室全長：13.2メートル
- 玄室：長さ6.5メートル、最大幅3メートル、高さ2.6メートル

玄室の床面積は平方18.3メートル、空間容積は41.3立方メートルを測る。単室構造の石室であるが、羨道入り口の天井石が若干低く高架されるほか、羨門石が内側に少し突出する点に、複室構造の名残りが指摘される。石材には主に砂岩が使用されるが、羨道天井石の1石にのみ花崗岩が使用される。玄室の奥壁は3段積み、左側壁は4段積みで構築される。玄門部では、玄門立柱石が内側に突出しており、玄門立柱石2石・支え2石の計4石の上に大型の玄門部天井石を架して前壁とする。出土品としては、須恵器（坏・高坏・甕：TK209並行期）・土師器（甕）などがある。
築造時期は古墳時代終末期の7世紀初頭頃と推定される。

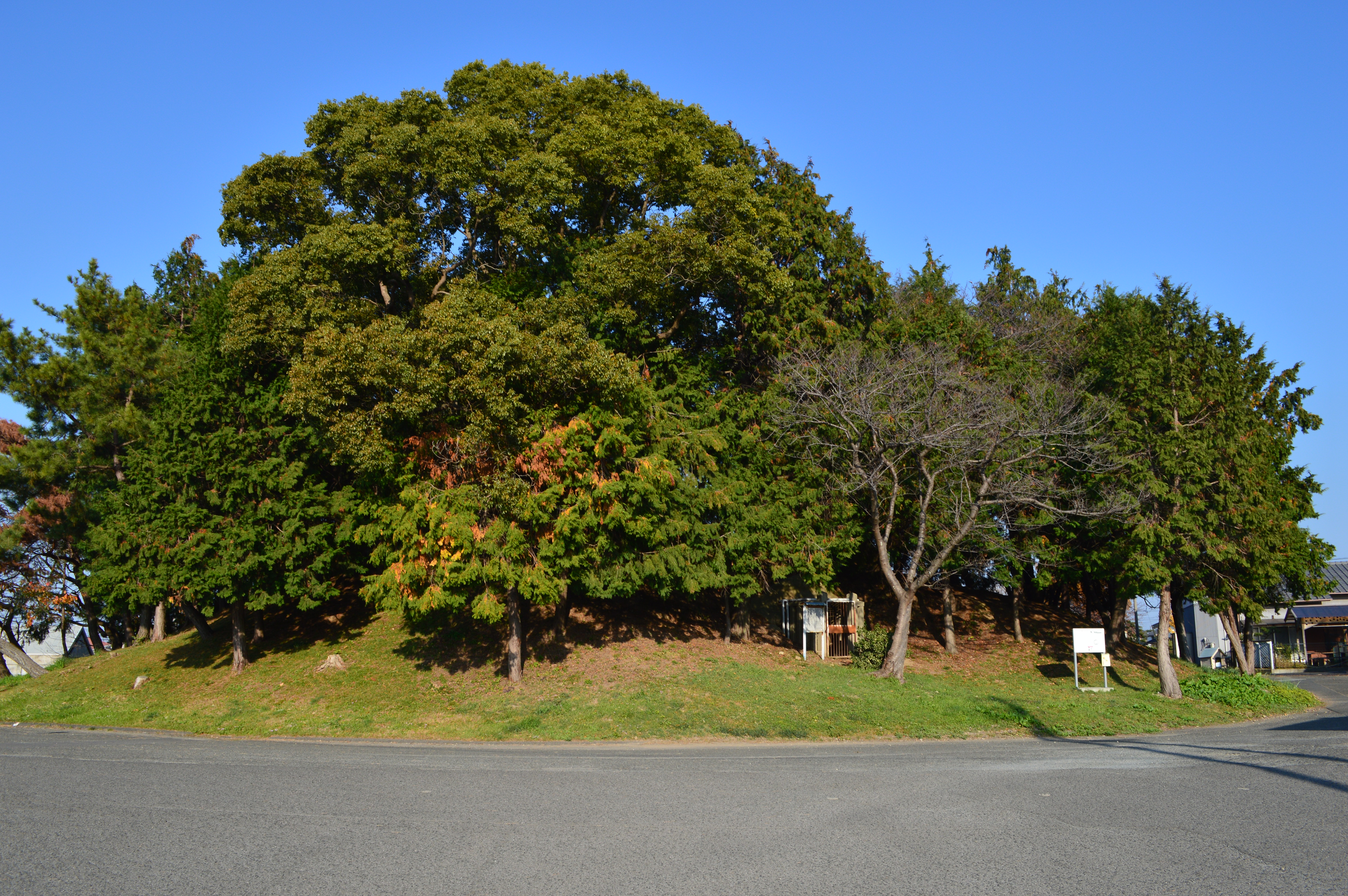
墳丘遠景
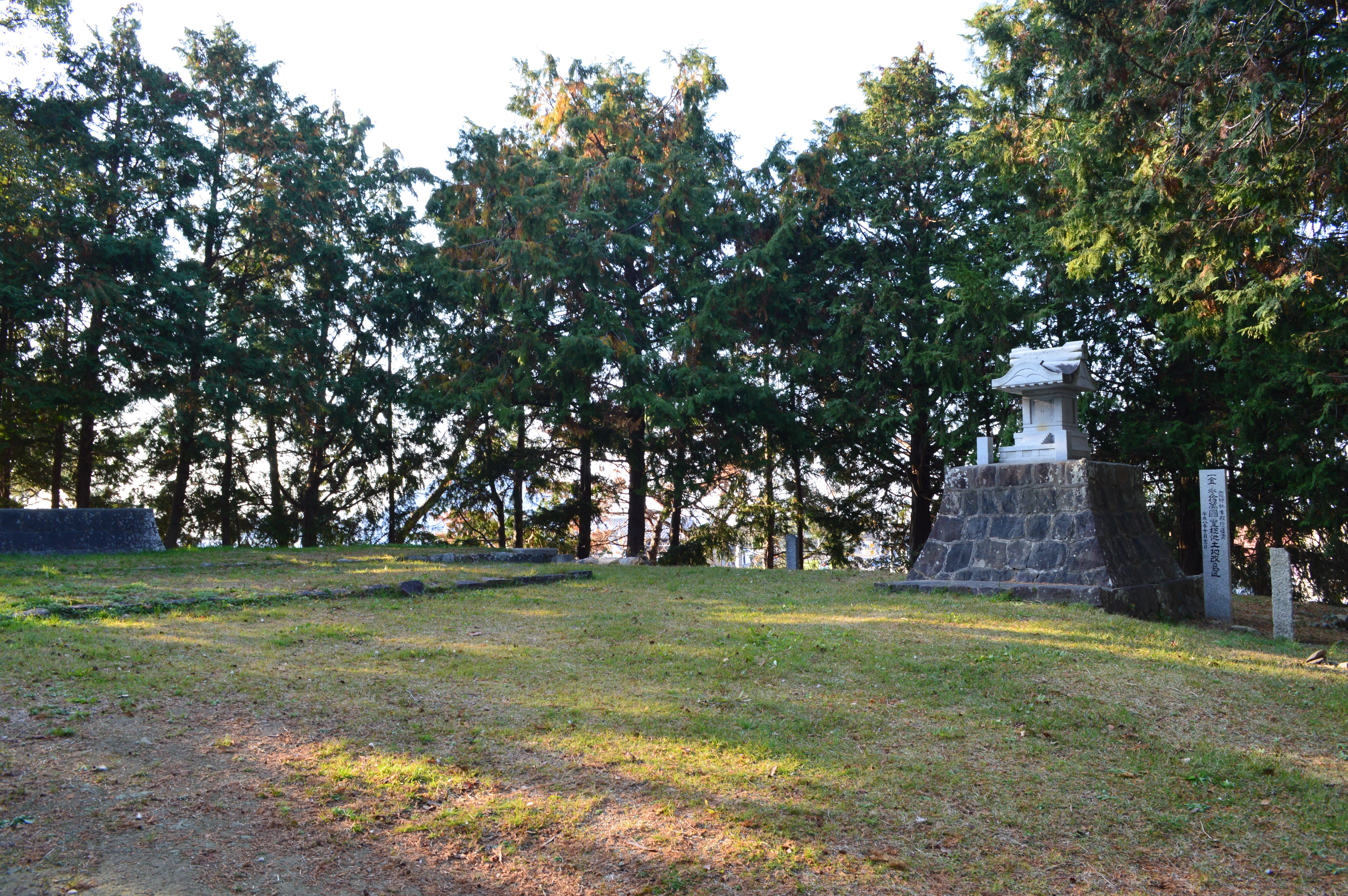
墳頂
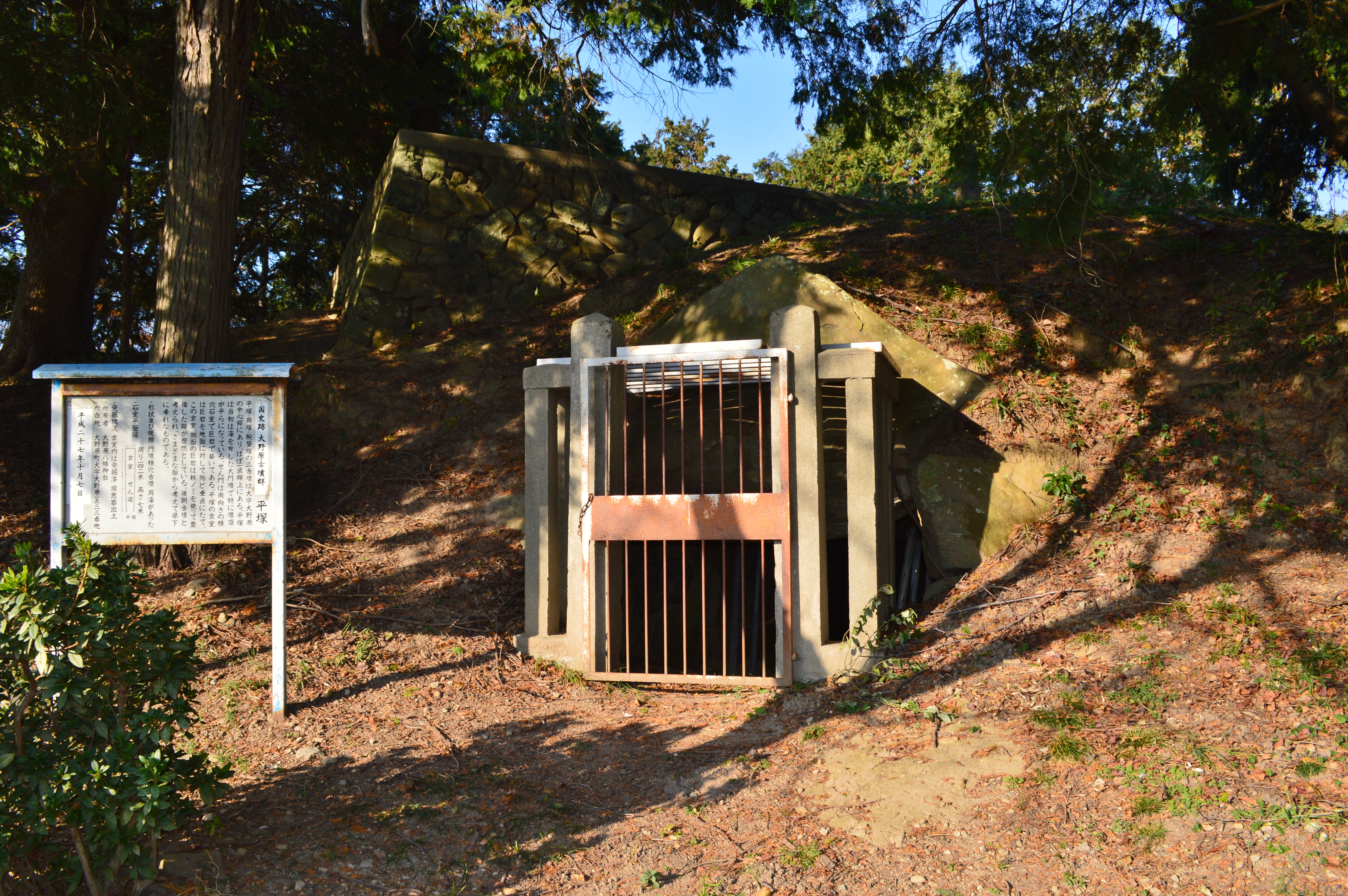
石室開口部
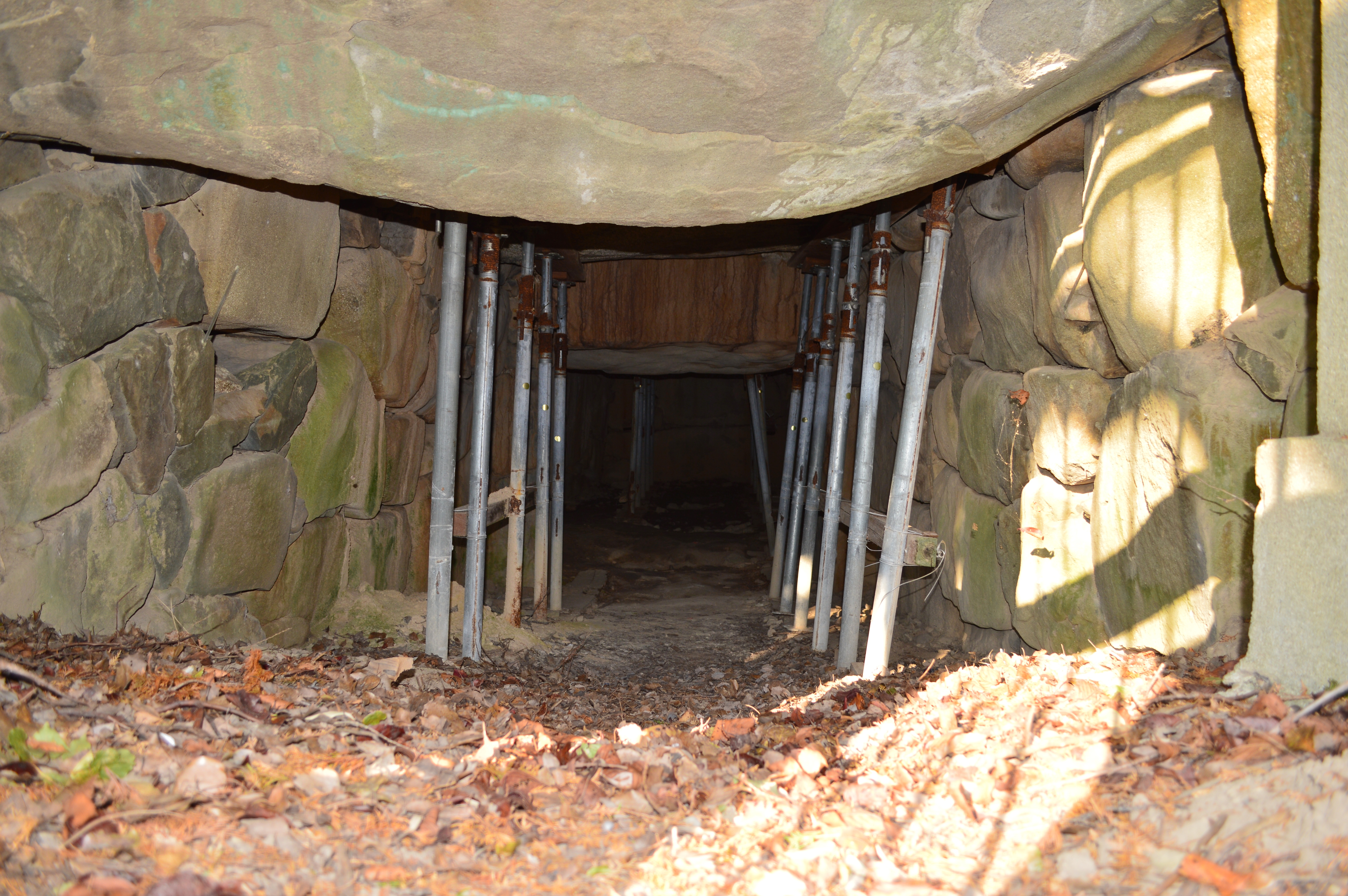
石室内部

### 角塚古墳
角塚古墳（かくづかこふん）は、観音寺市大野原町大野原字平塚にある古墳。形状は方墳。現在は大野原中央公園に隣接する。
墳形は方形で、一辺41.7メートル×37.8メートル・高さ約9メートルを測り、方墳としては香川県内で最大規模になる。墳丘周囲には幅約3.3メートルの周濠が巡らされており、周濠を含めた古墳全体としては48.4メートル×44.5メートルを測る。
埋葬施設は両袖式の横穴式石室で、南南東方向に開口する。石室の規模は次の通り。
- 石室全長：12.5メートル
- 玄室：長さ4.7メートル、最大幅2.6メートル、高さ2.4メートル

玄室の床面積は平方10.1メートル、空間容積は25立方メートルを測る。単室構造の石室であり、石材には主に花崗岩が使用される。玄室の奥壁は1段積み、左側壁も1段積みで構築される。出土品としては、須恵器片（坏・甕：TK217並行期）などがある。
築造時期は古墳時代終末期の7世紀前葉頃と推定される。
石室の形態には、ほぼ同時期の艸墓古墳（奈良県桜井市）との類似を指摘する説がある。また本古墳のように両袖式で袖石が突出する形態の石室は、中国・四国地方の瀬戸内海沿岸部を中心に分布しており、本古墳を標識とする「角塚型石室」と捉えられる。

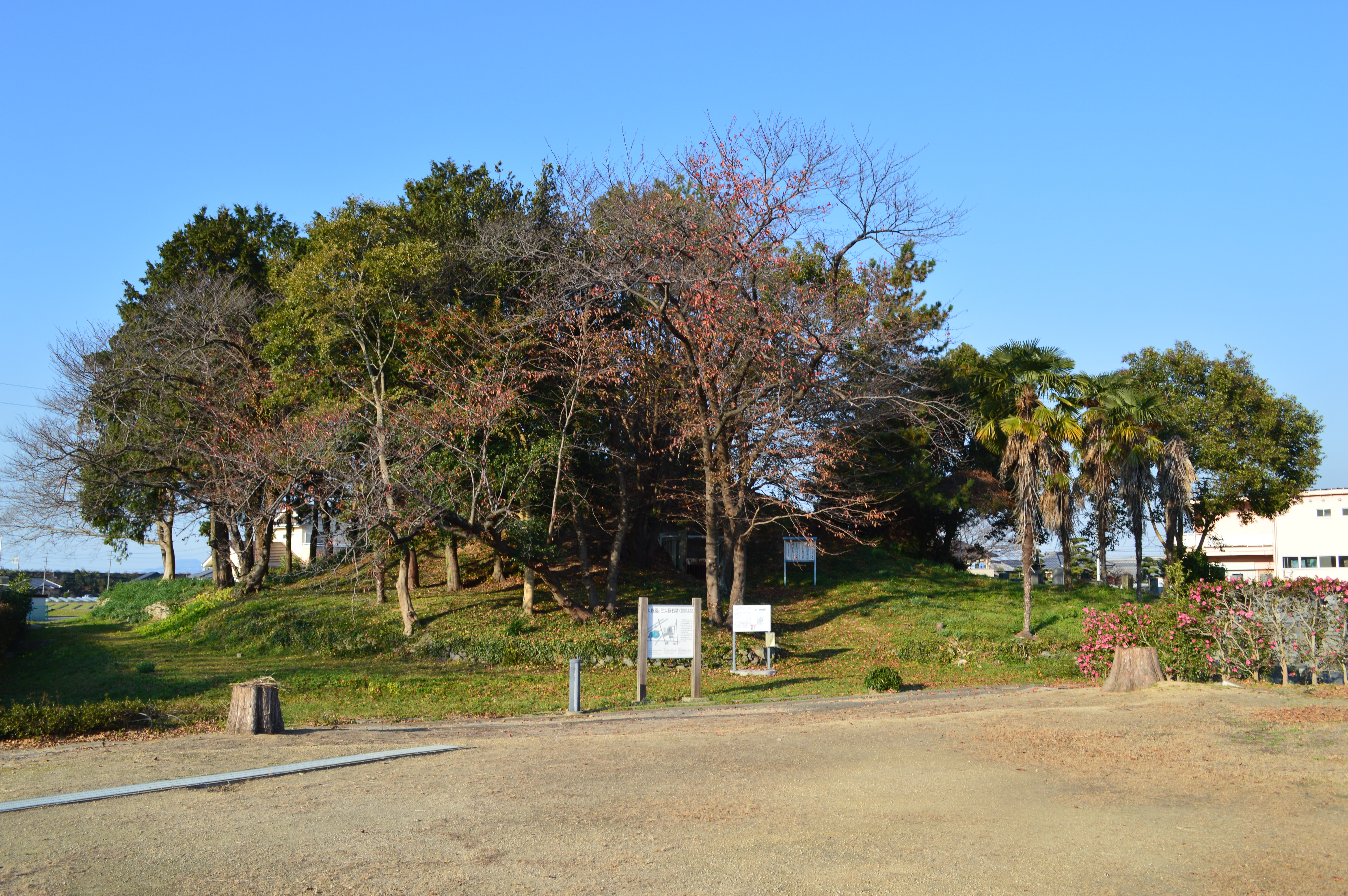
墳丘遠景
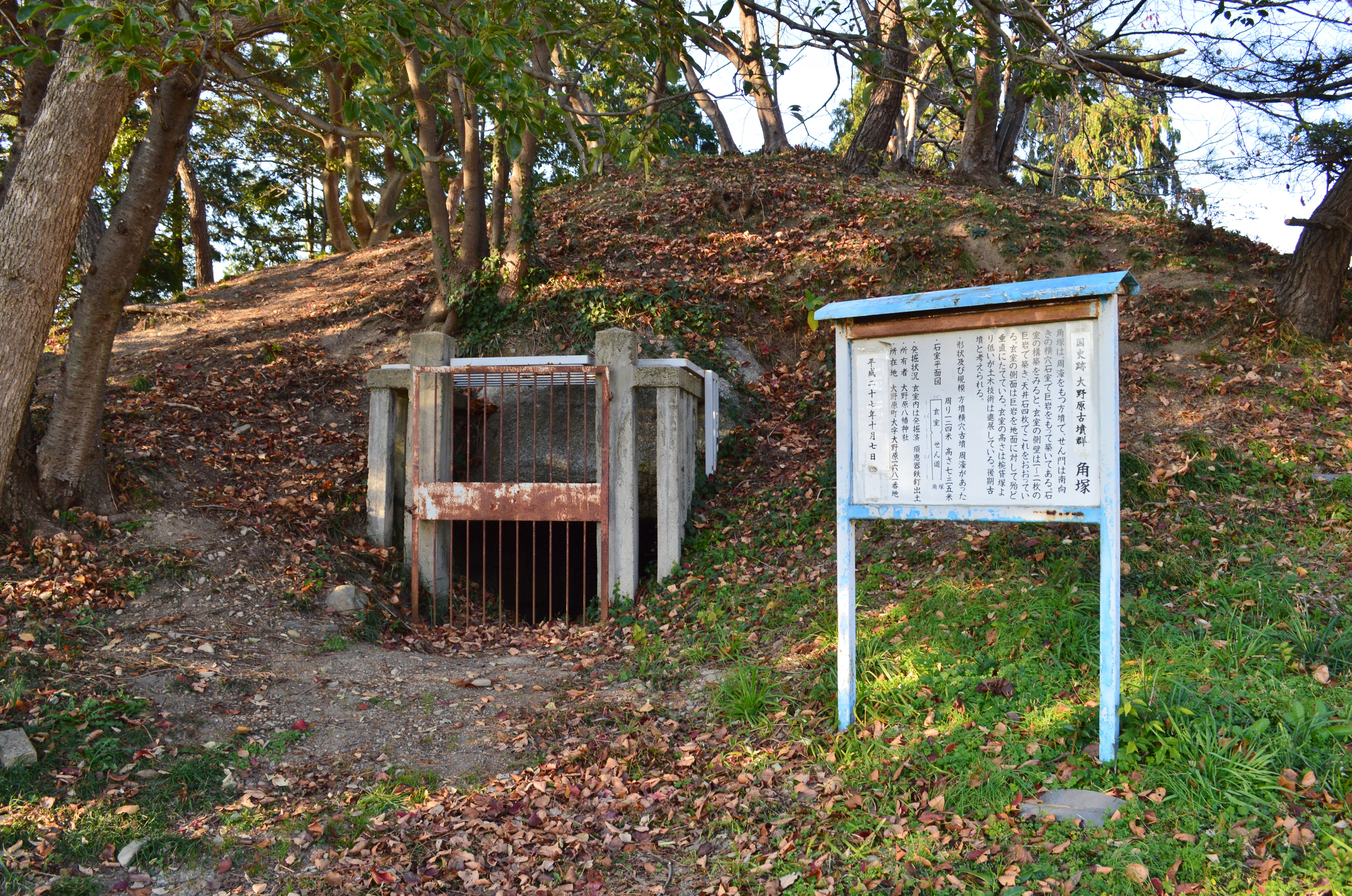
石室開口部
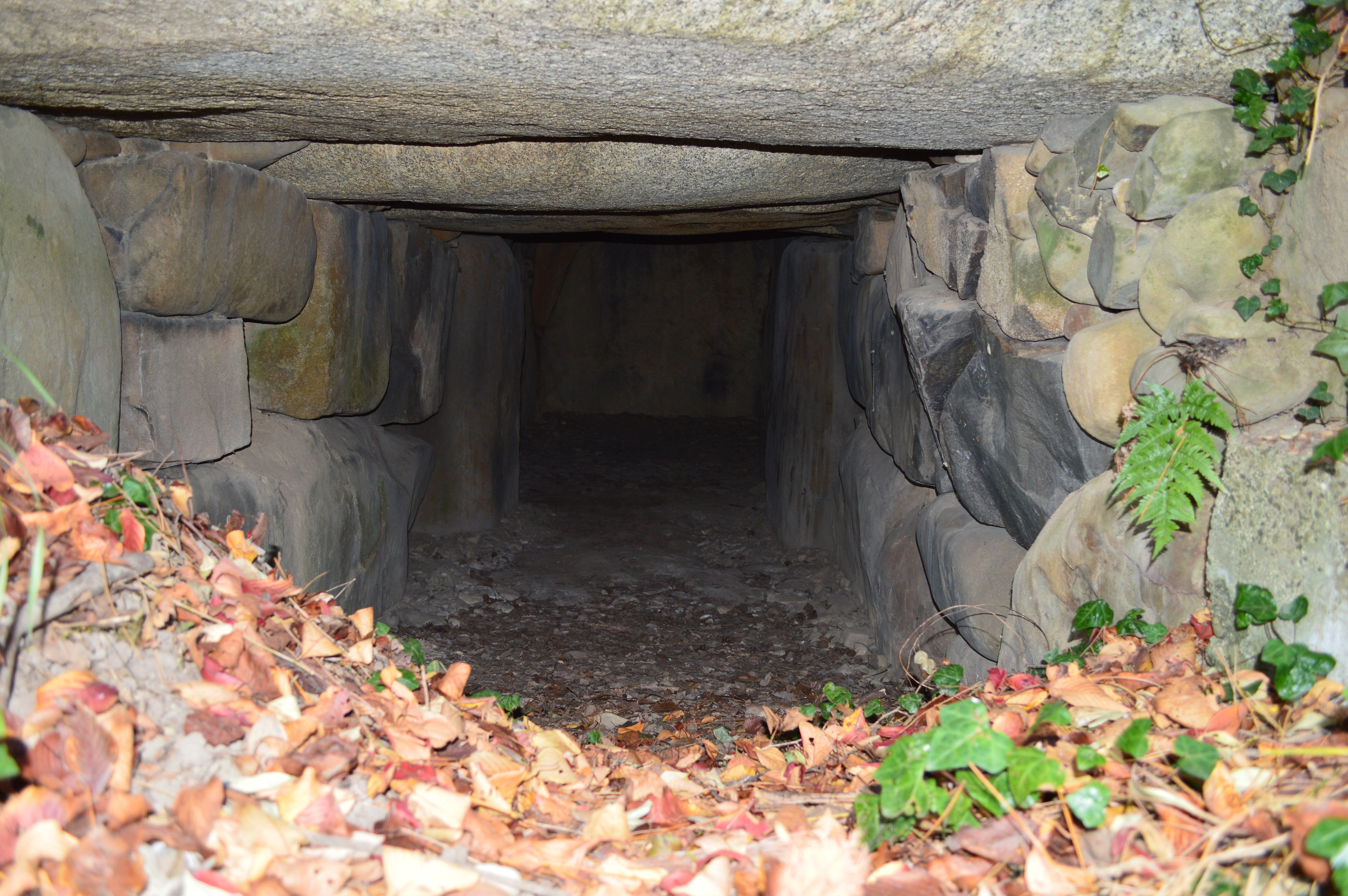
石室内部

### 岩倉塚古墳
岩倉塚古墳（いわくらづかこふん）は、観音寺市大野原町にある古墳。形状は円墳。現在は大野原八幡神社境内において椀貸塚古墳に近接して位置する。
発掘調査によれば、墳丘は椀貸塚古墳の外濠の上に重複して築造されたことが判明している。墳形は円形で、直径36.4-38.2メートルを測る。墳丘周囲に周濠は巡らされていない。
埋葬施設は2基の横穴式石室で、東西に並ぶ。西石室は玄室の一部のみ遺存しており、長さ4.4-4.5メートルを測る。東石室は非現存であるが、発掘調査において石材抜き取り痕が検出されている。西石室の内部からは江戸時代の一字一石経が土嚢袋80袋分も検出されている。
築造時期は古墳時代後期の6世紀後葉頃（椀貸塚古墳の直後）と推定される。

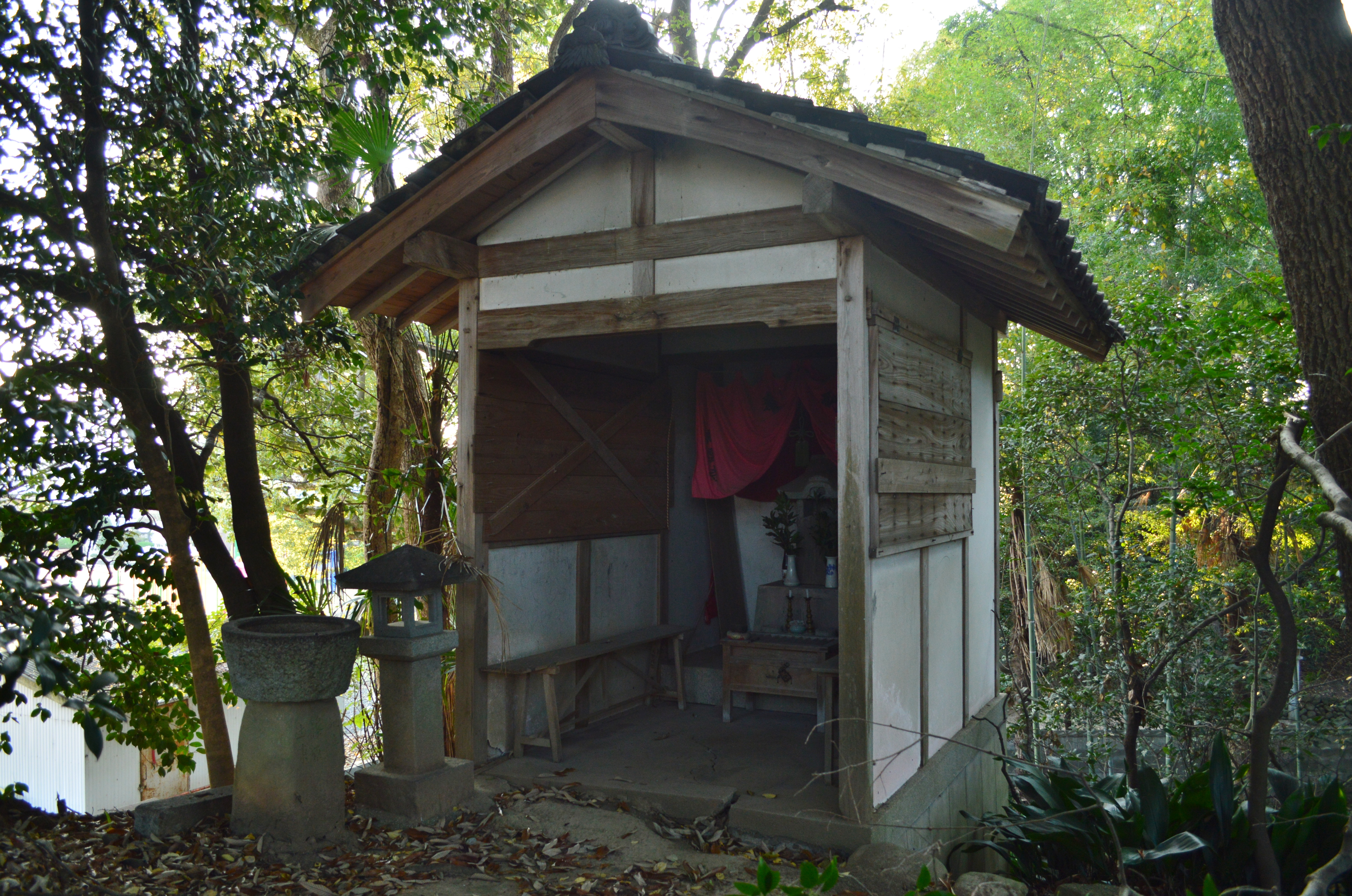
墳頂の祠
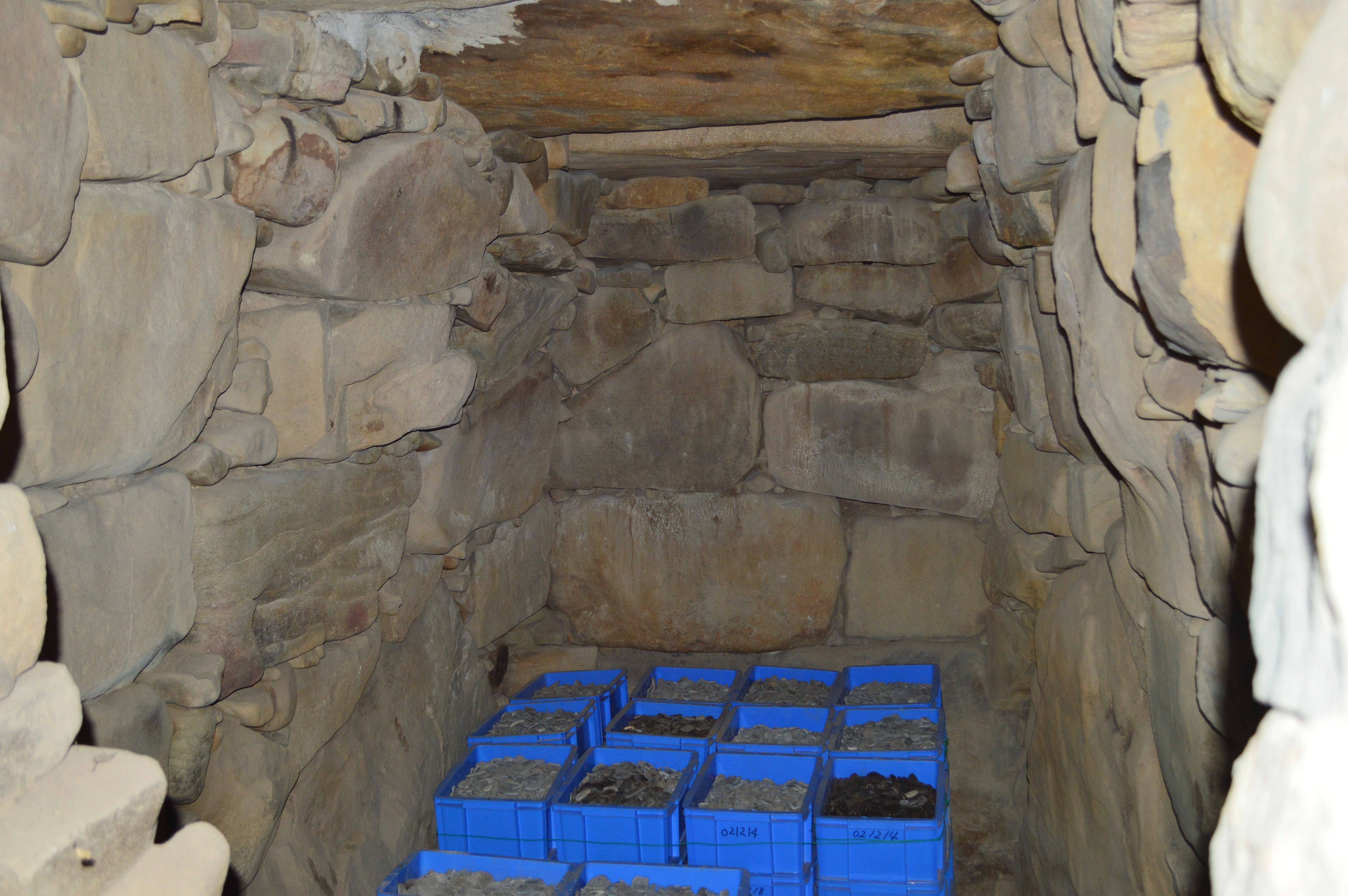
石室内部
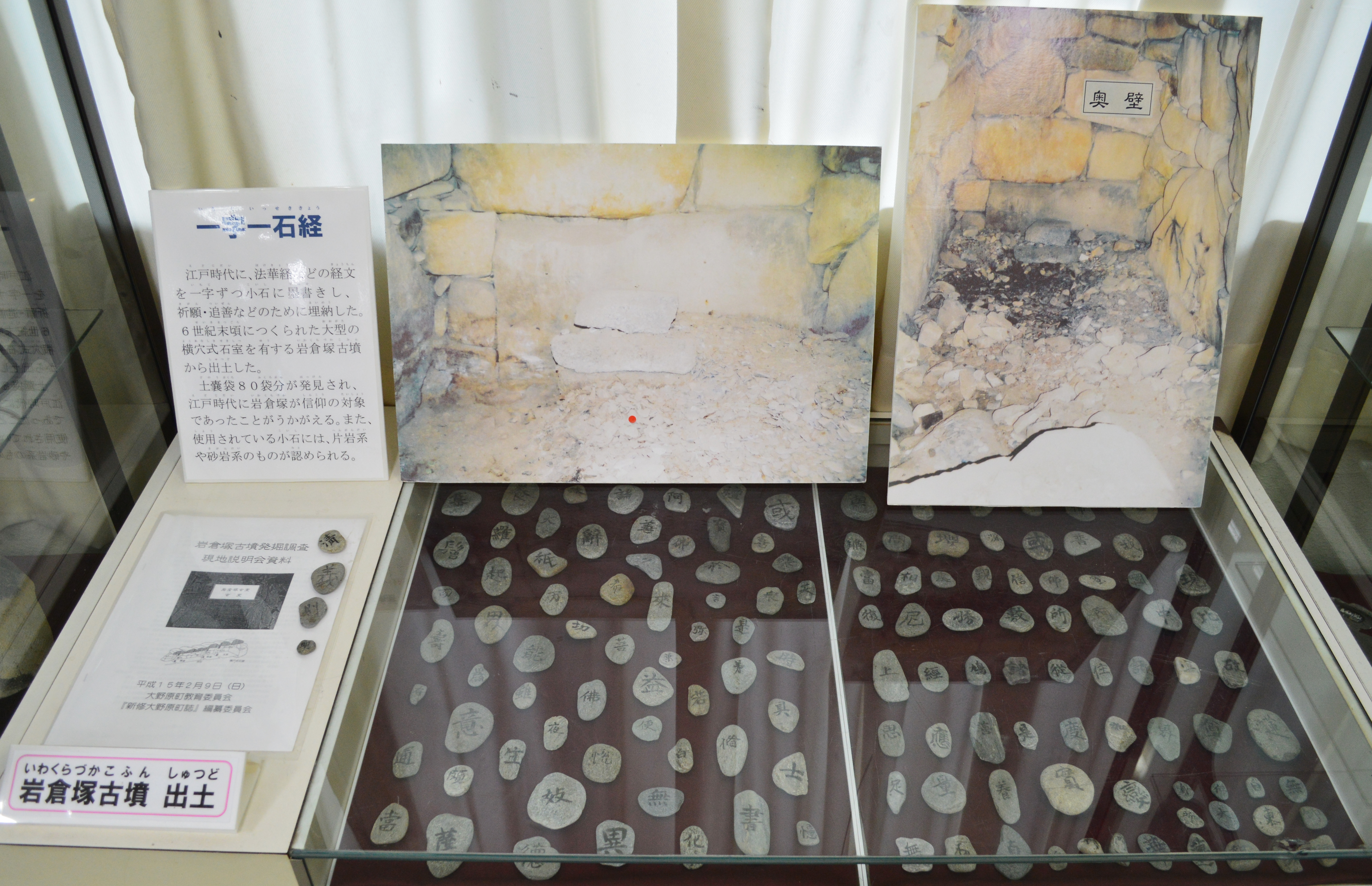
一字一石経 観音寺市ふるさと学芸館展示。

## 文化財

### 国の史跡
- 大野原古墳群
2015年（平成27年）10月7日、椀貸塚・平塚・角塚を指定[1]。
2020年（令和2年）3月10日、岩倉塚を追加指定[1]。

## 現地情報
所在地
- 椀貸塚：香川県観音寺市大野原町大野原字椀貸塚1913-1ほか（大野原八幡神社境内）
- 平塚：香川県観音寺市大野原町大野原字平塚1681ほか（大野原中央公園近接）
- 角塚：香川県観音寺市大野原町大野原字平塚1533ほか（大野原中央公園隣接）
- 岩倉塚：香川県観音寺市大野原町大野原（大野原八幡神社境内）

関連施設
- 観音寺市ふるさと学芸館（観音寺市大野原町丸井） - 大野原古墳群出土品等を保管・展示。

周辺
- 大野原八幡神社
- 応神社 - 延喜式内社「於神社」論社。

## 関連文献
（記事執筆に使用していない関連文献）
- 『角塚 -大野原町中央公園造成工事に伴う確認調査概要報告-』大野原町教育委員会、1995年。 - リンクは奈良文化財研究所「全国遺跡報告総覧」。
- 『香川県指定史跡椀貸塚、角塚及び平塚古墳保存・活用検討委員会報告書』観音寺市教育委員会、2009年。 - リンクは奈良文化財研究所「全国遺跡報告総覧」。
- 『香川県指定史跡椀貸塚、角塚及び平塚古墳保存・活用検討委員会報告書（別冊）』観音寺市教育委員会、2010年。 - リンクは奈良文化財研究所「全国遺跡報告総覧」。
- 『大野原古墳群II -岩倉塚古墳確認調査報告書-』観音寺市教育委員会、2019年。
- 『観音寺市 古墳ガイドブック (PDF)』観音寺市教育委員会、2020年。